# This Is War
This Is War er det tredje studiealbum fra hard rock-bandet 30 Seconds to Mars.

## Numre
1. "Escape" — 2:24
2. "Night of the Hunter" — 5:41
3. "Kings and Queens" — 5:48
4. "This Is War" — 5:27
5. "100 Suns" — 1:58
6. "Hurricane" — 6:12
7. "Closer to the Edge" — 4:34
8. "Vox Populi" — 5:43
9. "Search and Destroy" — 5:39
10. "Alibi" — 6:00
11. "Stranger in a Strange Land" — 6:54
12. "L490" — 4:26

## Musikere
- Jared Leto – Vokal, guitar, bas
- Shannon Leto – Trommer
- Tomo Miličević – Guitar, bas